# Nowiny (przystanek kolejowy)
Nowiny – przystanek osobowy w Nowinach, w gminie Susiec, w powiecie tomaszowskim, w województwie lubelskim, w Polsce. Przez przystanek kursują autobusy szynowe uruchomiane przez spółkę Polregio. Jeżdżą one na trasach do Bełżca, Lublina i Zamościa.

## Ruch pasażerski
| Rok  | Wymiana pasażerska na dobę |
| ---- | -------------------------- |
| 2017 | 0-9                        |
| 2022 | 0-9                        |